# دهان‌قورباغه‌ای جاوه‌ای
دهان‌قورباغه‌ای جاوه‌ای (نام علمی: Batrachostomus javensis) نام یک گونه از تیره دهان‌قورباغه‌ای است.